# Alexis-Henri-Marie Lépicier

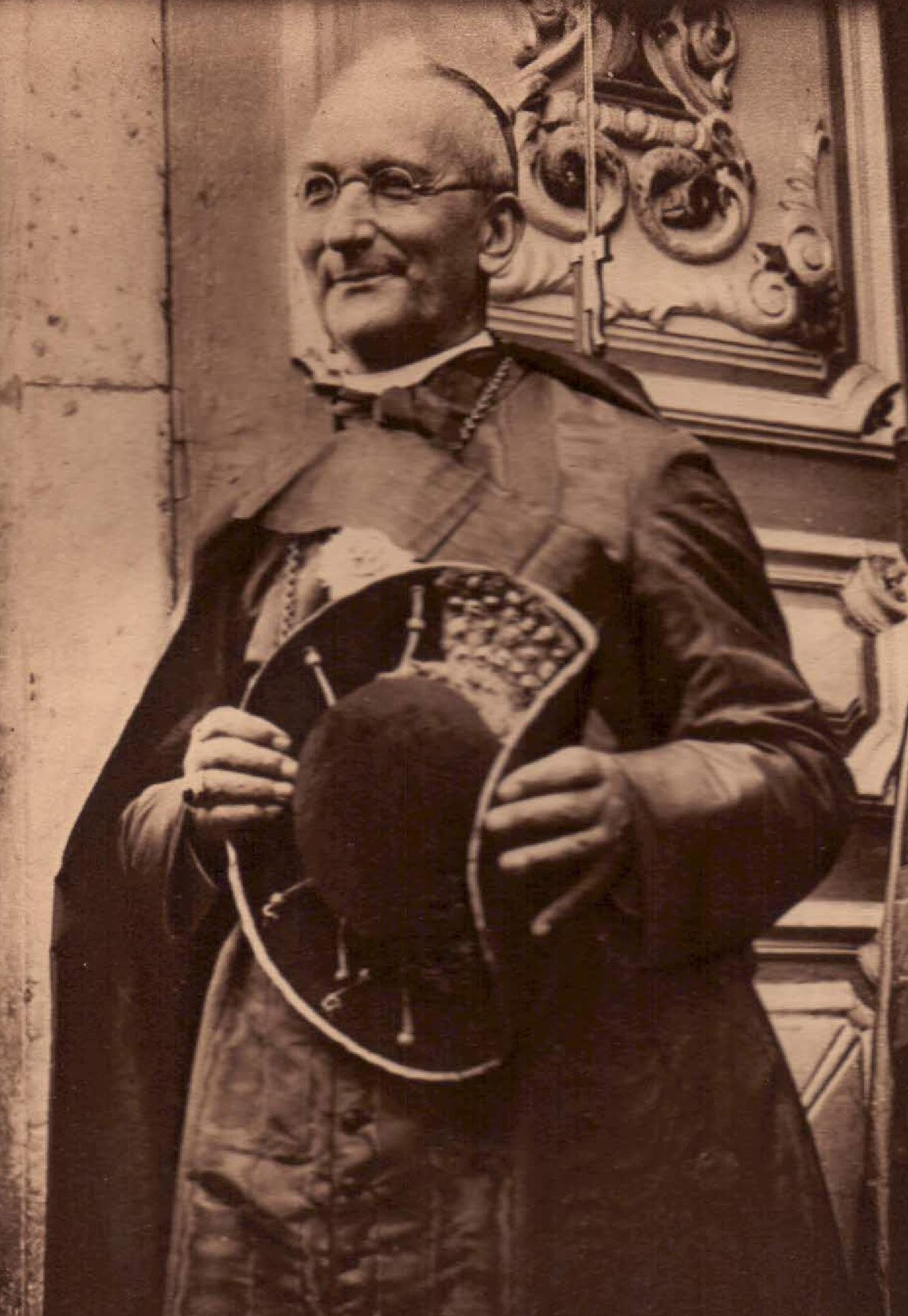
Alexis Kardinal Lépicier (1930)

Kardinalwappen

Alexis-Henri-Marie Kardinal Lépicier OSM (* 28. Februar 1863 in Vaucouleurs; † 20. Mai 1936 in Rom) war ein französischer Ordensgeistlicher und Kurienkardinal der Römisch-katholischen Kirche. Von 1913 bis 1920 war er zudem Generalprior des Servitenordens.

## Leben
Lépicier trat am 1. März 1878 in London dem Orden der Serviten bei. Er besuchte das Priesterseminar St-Sulpice de Paris und studierte an der Päpstlichen Lateranuniversität in Rom. Am 19. September 1885 empfing er in London die Priesterweihe. Von 1890 bis 1892 war er als Novizenmeister für die Begleitung der Novizen beim Hineinwachsen in das Ordensleben verantwortlich und lehrte an der Lateranuniversität von 1892 bis 1913 Dogmatik. Als 94. Generalprior führte er in den Jahren zwischen 1913 und 1920 seinen Orden, nachdem er bereits 1901 dessen Generalprokurator geworden war. Von 1912 bis 1913 war er Apostolischer Visitator und Apostolischer Delegat in Schottland. 
Er wurde am 22. Mai 1924 von Papst Pius XI. zum Titularerzbischof von Tarsus ernannt. Der Präfekt der Kongregation De Propaganda Fide, Wilhelmus Marinus Kardinal van Rossum CSsR, spendete ihm am 29. Mai desselben Jahres die Bischofsweihe; Mitkonsekratoren waren Francesco Marchetti Selvaggiani, Sekretär der Kongregation De Propaganda Fide, und Raffaele Carlo Rossi OCD, Assessor der Konsistorialkongregation. Am 11. Juni 1924 wurde er zum Apostolischen Visitator der ostindischen Diözesen, die abhängig von der Kongregation De Propaganda Fide waren. Im Jahre 1927 war er Apostolischer Visitator in Abessinien und Eritrea. 
Am 19. Dezember 1927 nahm ihn Pius XI. als Kardinalpriester mit der Titelkirche Santa Susanna in das Kardinalskollegium auf. Von 1928 bis zum Rücktritt am 31. Dezember 1935 leitete er als Kardinalpräfekt die Religiosenkongregation. Zudem vertrat er Pius XI. mehrmals als päpstlicher Legat, unter anderem beim Nationalen Eucharistischen Kongress von Karthago 1930.
Kardinal Lépicier starb am 20. Mai 1936 nach schwerer Krankheit im Alter von 73 Jahren in Rom und wurde in der Grablege seines Ordens auf dem Friedhof Campo Verano beigesetzt.